# 哈维·科曼

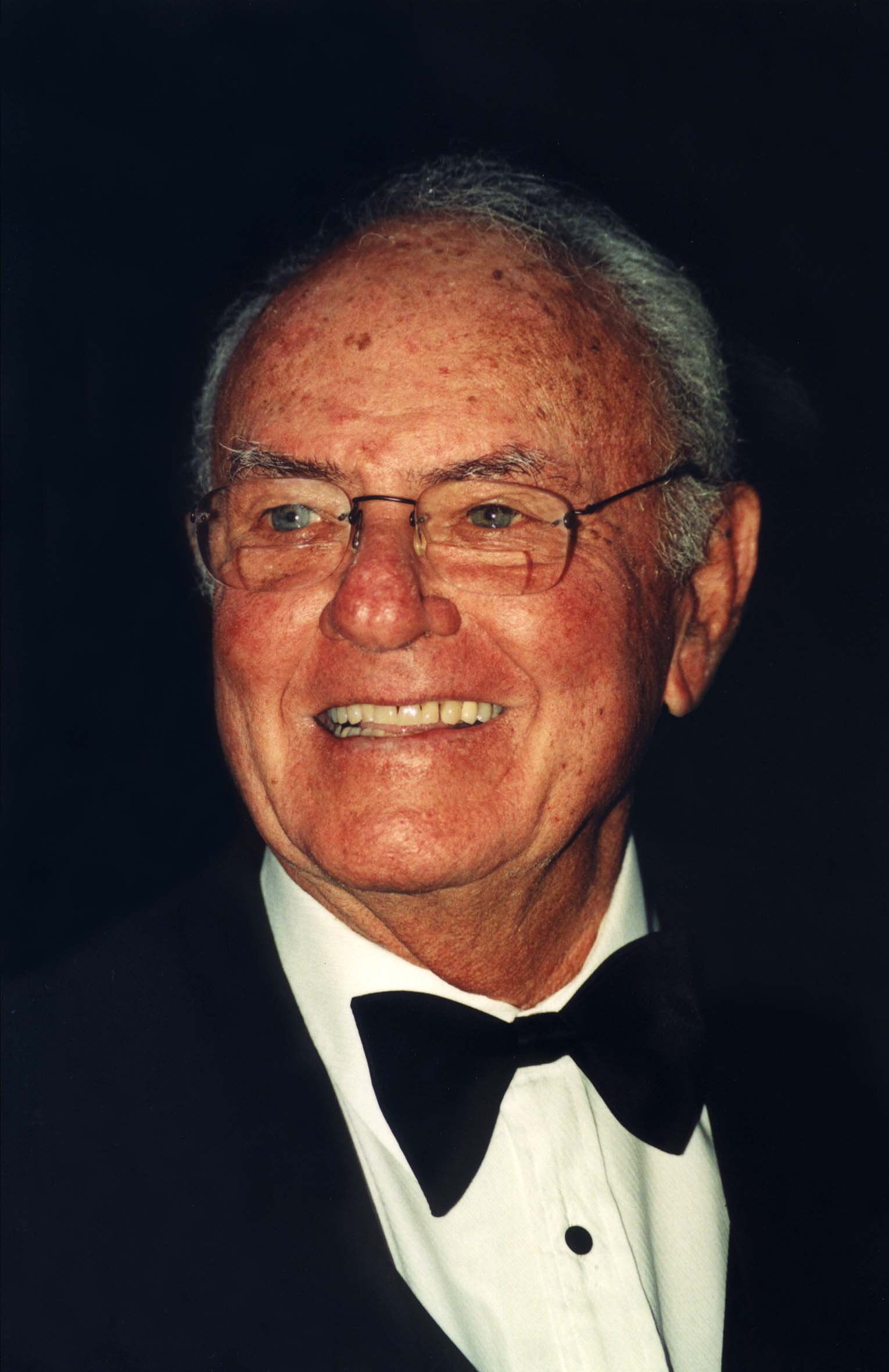
哈维·科曼

哈维·科曼（1927年2月15日 – 2008年5月29日）是一位美国喜剧演员，生于芝加哥，他具有俄罗斯犹太人血统。 二战期间，他曾在美国海军服役。 他曾获得四项黃金時段艾美獎和一项金球獎。他曾在閃亮的馬鞍和頑皮豹之探長的詛咒中亮相。他還為摩登原始人和巴斯光年的星際使命等電影配音。